# Eksjö distrikt
Eksjö distrikt är ett distrikt i Eksjö kommun och Jönköpings län. 
Distriktet omfattar tätorten Eksjö med kringområde. 

## Tidigare administrativ tillhörighet
Distriktet inrättades 2016 och utgörs av området som före 1971 utgjorde Eksjö stad vari socknen Eksjö uppgick 1949.
Området motsvarar den omfattning Eksjö församling hade vid årsskiftet 1999/2000 och som den fick 1949 när Eksjö landsförsamling gick samman med Eksjö stadsförsamling.